# Thomas Häßler
Thomas Hässler (født 30. maj 1966 i Vestberlin) er en tysk tidligere fodboldspiller og nuværende -træner, der i perioden 1988-2000 spillede 101 landskampe og scorede 11 mål.

## Karriere

### Klubkarriere
Han begyndte sin karriere i Meteor 06 Berlin og rejste derefter til Reinickendorfer Füchse. Herfra blev han hentet til 1. FC Köln midt i 1980'erne og efter VM 1990 solgt til Juventus FC. Han spillede fra 1991 til 1994 i AS Roma, hvorefter han fortsatte sin karriere i den tyske klub Karlsruher SC. Da denne rykkede ud af Bundesligaen skiftede Hässler til Borussia Dortmund. Efter begrænset succes i Ruhrklubben gik turen videre til 1860 München. Hässlers sidste klub som aktiv spiller var SV Austria Salzburg i den bedste østrigske liga.
Han blev valgt som årets spiller i Tyskland i 1989 og 1992. I alt nåede han 400 bundesligakampe, hvor han scorede 68 mål.

### Landsholdskarriere
Hässler var med til at skaffe Vesttyskland deltagelse i OL 1988 i Seoul og deltog også i legene. Her blev vesttyskerne nummer to i indledende pulje, hvorpå de i kvartfinalen besejrede Zambia med 4-0. I semifinalen tabte holdet efter forlænget spilletid til Brasilien, hvorpå de i medaljekampen sikrede sig bronze efter 3-0 over Italien, mens Sovjetunionen vandt guld og Brasilien sølv.
Han fik debut på A-landsholdet efter OL, og han var med ved VM i 1990, hvor Tyskland sikrede sig guldet. To år senere var han også med ved EM i Sverige, hvor Tyskland højst overraskende tabte finalen til Danmark, mens det gik bedre, da tyskerne med Hässler gik helt til tops ved EM i England fire år senere.
Han deltog også i VM i fodbold 1994 og 1998 samt EM i fodbold 2000, hvor tyskerne ikke var med i kampene om medaljerne.

## Trænerkarriere
Efter afslutningen af sin aktive karriere har Hässler arbejdet som træner/hjælpetræner i forskellige klubber, lige som han var assisterende landstræner for Berti Vogts i Nigeria en kort periode.

## Privatliv
Hässler har tre børn fra sit ægteskab med Angela. Hässlers kælenavn "Icke" stammer fra hans specielle måde at udtale det tyske ord for jeg, "ich", med berlinsk accent.
Han har siden 2016 deltaget i en underholdningsprogrammer på forskellige tyske tv-kanaler.